# Gelb
Die Körperfarbe Gelb wird wahrgenommen, wenn der lang- und mittelwellige Anteil des einfallenden weißen Lichtes von einer Oberfläche fast vollständig, der kurzwellige dagegen nicht oder nur sehr wenig zurückgeworfen (remittiert) wird. Diese Mischung von rotem und grünem Licht wird gelb gesehen, aber auch monochromatisches Licht mit Wellenlängen zwischen 575 und 585 nm.
Die Kennzeichnung von Gelb erfolgt oft als Y (en: Yellow), da G für Grün steht (vergl. RGB). In der Elektrotechnik wird die Farbe mit ge abgekürzt.

## Etymologie
Das westgerm. Adjektiv mhd. gel, ahd. gelo („gelb“), gehört (wie auch das Wort Galle) zu der idg. Wurzel g̑hel[ə]-, g̑hlē „glänzend, (gelblich, grünlich, bläulich) schimmernd, blank“.

## Farblehre

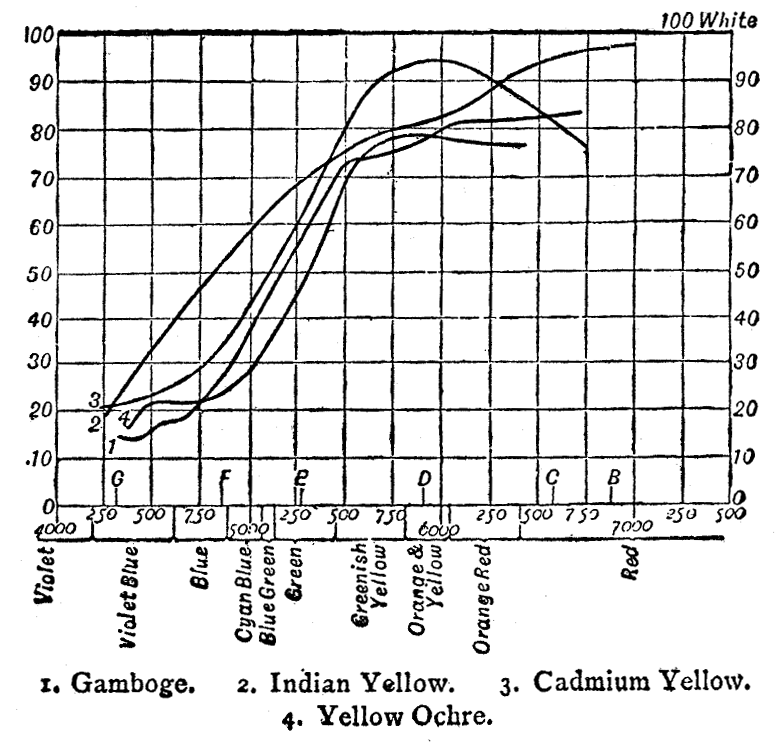
Reflexionsspektren in Prozenten von Referenzweiß für ausgewählte Gelbpigmente, nach Abney, 1891

Bei der subtraktiven Farbmischung ist Gelb eine der Grundfarben, bei additiver Farbmischung entsteht Gelb durch die Mischung der Farben Rot und Grün. Beispielhaft das Gelb beim Gelb im Fernsehbild.
Bei der Farbmischung ist (ein) Violett die Komplementärfarbe zu Gelb, obwohl ausgebildete Maler durch die spezifischen Ausprägungen der gelben Farbmittel intuitiv auch Indigo oder Blauviolett als komplementär empfinden. In der Gegenfarbtheorie steht (ein) Blau als Gegenfarbe definiert.

### Farbsysteme
Der Farbbereich ‚Gelb‘ liegt um folgende Werte eines reinen Farbtons
- RGB = (255, 255, 0) dezimal oder FFFF00 hexadezimal
- im HSV-Farbraum den Farbwinkel H = 60°,
- im Lab-Farbraum die Koordinaten (a, b) = (0, 127), beziehungsweise H = 90° in der Lab-Ebene

Im RAL-Farbsystem entsprechen die Bezeichnungen RAL 1000 bis RAL 1037 den gelben Farben, im PANTONE-Farbsystem 100-139 und 380-389, sowie einige Serienfarben.

### Farbmischung

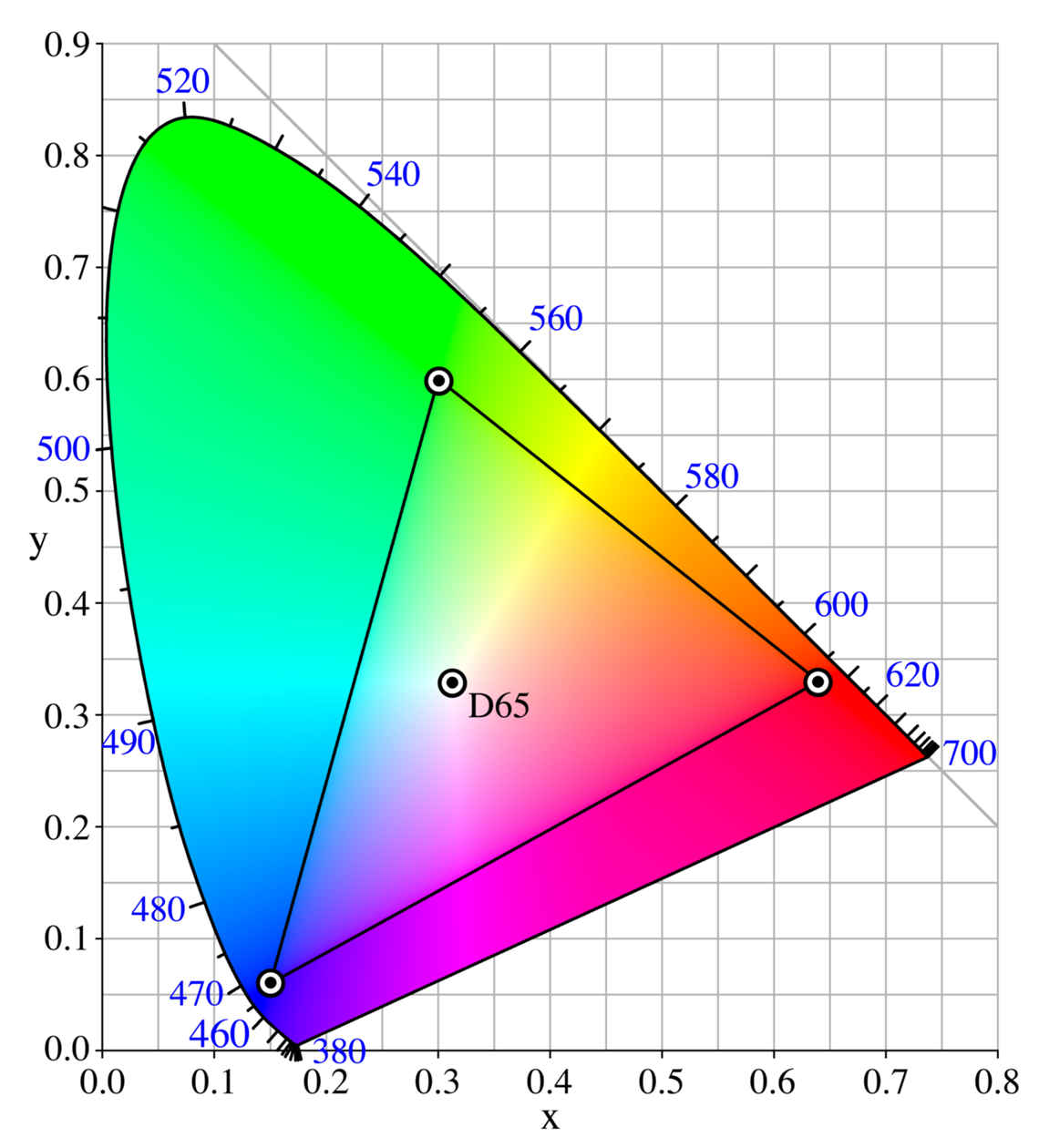
sRGB-Gamut am CIE-Diagramm (1931), das die tatsächlichen Farben der Bildpunkte eines üblichen Monitors annähert: Einige Gelbnuancen liegen außerhalb des darstellbaren Bereichs

Ausmischungen von Gelb mit Rot ergeben Orangetöne, Mischungen mit Grün schon bei geringen Anteilen frische Grüntöne (Frühlingsgrün). Senkt man die Sättigung von Gelb, erhält man ein neutrales (Gelb-)Braun, und zwar schon bei kleinen Änderungen. Gelbe Farbmittel reagieren heikel auf (farbige) Verunreinigung. Ausmischungen in Weiß nennt man Hellgelb oder Pastellgelb, ab einem Anteil von der Hälfte in Weiß ergeben sich Naturfarben und gebrochenes Weiß (beige).
Am Bildschirm ist farbstarkes Gelb mit den Leuchtstoffen nur schlecht darstellbar. Zwar ergeben gelbe Bildpunkte wegen der additiven Farbmischung höhere Leuchtstärke, mithin Helligkeit, aber durch die substanzbedingte Lage der grünen Farbpunkte im CIE-Diagramm werden maximal 60 % Farbsättigung erreicht. Allerdings erreicht die Chrominanz bis 80 %, als relative Sättigung im Vergleich zur wellenlängengleichen Spektralfarbe. Insbesondere zitronengelbe Töne wirken – wie am obigen Farbmuster zu sehen – deshalb „schmutzig“.
Im Farbdruck wird Gelb als Grundfarbe des CMYK-Farbraums (Y aus en: Yellow für Gelb) eingesetzt. Der enge Farbbereich wirkt hier weniger ungünstig, da die verwendbaren Pigmente für die Prozessfarbtöne aufeinander abgestimmt sind. Allerdings ist im Vierfarbdruck die Darstellung reinster warmer Gelbtöne nicht möglich. Im Kunstdruck wird diese Kalamität mit Schmuckfarben gelöst. Die dafür nur durch die Druckeigenschaften begrenzte Pigmentauswahl bietet eine reichhaltigere Farbpalette.
Gelbtöne lassen sich mit optimalen Farbmitteln bis zu einer Sättigung von 95 % darstellen. Bei Blautönen sind mit Farbmitteln nur 60 % möglich. Subjektiv wirkt Gelb als helle Farbe.

## Farbnuancen

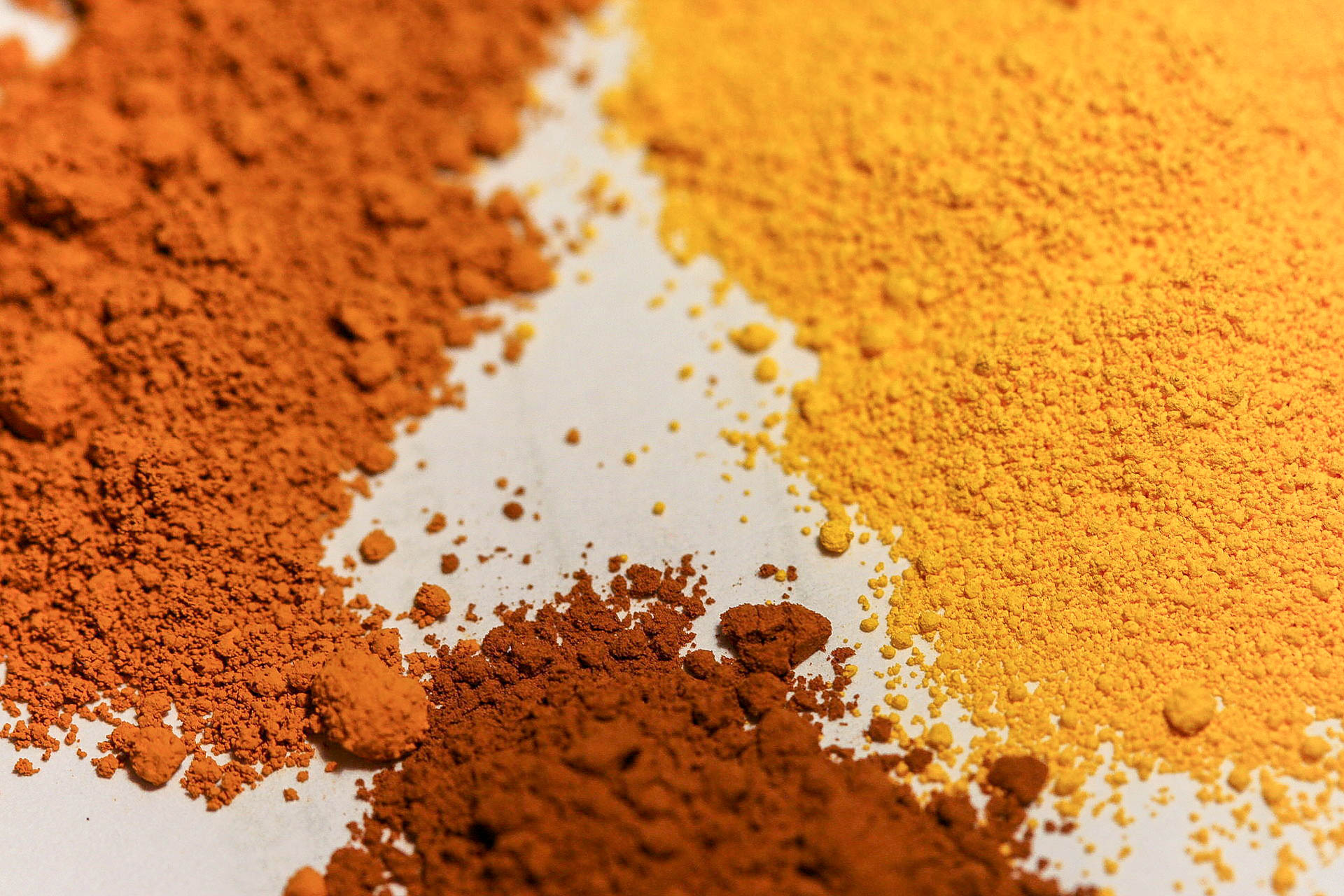
Gelbliche Pigmentpulver: Eisenoxidgelb, Siena und Cadmiumsulfid-Pigmente, von links nach rechts

Die drei typischen gelben Farbmittel sind Cadmiumgelb (PY35, giftig, frühes 19. Jahrhundert), Hansagelb (PY1, PY3, eine Monoazoverbindung, Arylidgelb, bedenklich, seit 1909) und Produkte des Benzimidazolongelb (Hoechst, 1960). Sie sind in nahezu allen Tönen einsetzbar.
Eine Übersicht findet sich unter Liste gelber Farbstoffe und in Liste der gelben Pigmente.

### Neutralgelb
Während die Rot-, Grün- und Blaubereiche im kontinuierlichen Spektrum neutral wirken, umfassen die Gelbtöne im Spektrum nur einen sehr engen Bereich, in dem sie farbneutral erscheinen. Die Auswahl des „richtigen“ Neutralgelbs war unter Farbtheoretikern lange eine Streitfrage.
- Elementargelb nach Helmholtz liegt bei 575 nm.
- Urgelb nach der Prozesstheorie von Hering liegt bei 570 nm[5], also etwas näher an Grün.

An dem Punkt, wo die Reizantwort von den empfindenden M- und L-Zapfen gleich stark ist, müssen sich Grün- und Roteindruck abgleichen, damit der Eindruck Gelb entsteht. Die Reizantwort des S-Typs (Blaurezeptor) ist klein, aber nicht null. Beachtenswert ist dabei, dass sich an den reinen physiologischen Sehapparat noch eine psychologische und psychische Anpassung bis zur Wahrnehmung anschließt. Je nachdem, ob man diesen Aspekt berücksichtigt, wird in zwei grundlegende Neutralgelb unterschieden:
- Primärgelb
- Prozessgelb

Eine Darstellung solcher Unterschiede ist am Bildschirm nicht möglich. Das Gelb FFFF00 (electric yellow) entspricht allerdings durchaus einem Neutralgelb, wobei die passende Auswahl von Leuchtstoffen förderlich oder eben hinderlich sein kann.
Geschichtliche Betrachtung
Die meisten Menschen empfinden ein leicht warmes Gelb als „das typische Gelb“, so wie es für die LAB-Gegenfarbe Mittelblau zu beobachten ist.
Mittelgelb umfasst typischerweise LAB-Farbtöne H = 80°–90°
Auripigment ist ein seit alters her bekanntes sehr giftiges Pigment. Bis zur Entdeckung, Herstellung und Nutzung von Cadmiumgelb ab 1825 war ein Neutralgelb nicht in voller Kraft darstellbar. Seit 1797 gibt es Chromgelb (PY34), das weniger farbstark ist. Seit Ende des 19. Jahrhunderts ist Zinkgelb beschaffbar, das ebenfalls einen blassen Gelbton hat. Alle diese historischen Pigmente sind giftig und nur noch für künstlerische Zwecke in Gebrauch. Im Druckwesen werden primär Benzimidazolongelb (PY151 Brillantgelb, PY154) eingesetzt, vor allem Diarylgelb-Pigmente, insbesondere Pigment Yellow 12 und Pigment Yellow 13.

### Primärgelb, Reingelb
Primärgelb liegt exakt auf dem Schnittpunkt der L- und M-Kurven eines Normalbeobachters. Der Farbton ergibt sich nach dem ersten Graßmanschen Gesetz unmittelbar aus den drei von der CIE definierten Primärvalenzen R (700 nm), G (546,1 nm) und B (435,8 nm) anhand der CIE-Tristimulus-Werte. Idealisiert liegt es, weil der (real vorhandene) Blauanteil vernachlässigbar ist, außerhalb des menschlichen Wahrnehmungsbereiches beim Lab-Farbwinkel H = 90°
Primärgelb ist definitionsgemäß ein visuell neutrales Gelb, das weder warm noch kalt wahrgenommen wird. Daher ist die Bezeichnung Reingelb bei Künstlerfarben üblich.

### Prozessgelb, Eurogelb
Prozessgelb (auch Optimalgelb, Pigmentgelb, engl. pigment yellow, printer’s yellow) beruht auf einem (nur theoretischen) Farbmittel, das rotes und grünes Licht gleich stark reflektiert und alles Blau absorbieren sollte. Der Name folgt aus der Anwendung als Grundfarbe des CMY-Farbsystems als farbmetrisch neutrale Grundfarbe.
Sein Lab-Farbwert ist etwa H = 97°
Im Farbsystem nach DIN 6164 hat es den Referenzwert T = 1
PANTONE Process Yellow ist ein theoretisches Prozessgelb, das visuell deutlich grünstichig ist.
In Europa wird es als Eurogelb bezeichnet, da eine andere Standardisierung verwendet wird. Sie ist etwas grünstichiger. Der Farbton wird (vorrangig) durch RAL 1016 Schwefelgelb erreicht, wie es häufig bei Fahrzeugen des Rettungsdienstes verwendet wird.
Dem Vierfarb-Farbdruck liegt das CMYK-Farbmodell zugrunde, mit zusätzlichem Prozessschwarz als Grundfarbe (für Farbtiefe). Die drei bunten Farben können so deutlich heller ausgedruckt sein als das farbmetrisch korrekte Prozessgelb, Prozessmagenta und Prozesscyan. Auf diesen Farbton nimmt PANTONE 803 Bezug (im Original ist diese Farbe bei den Farbkontrollstreifen zu betrachten).

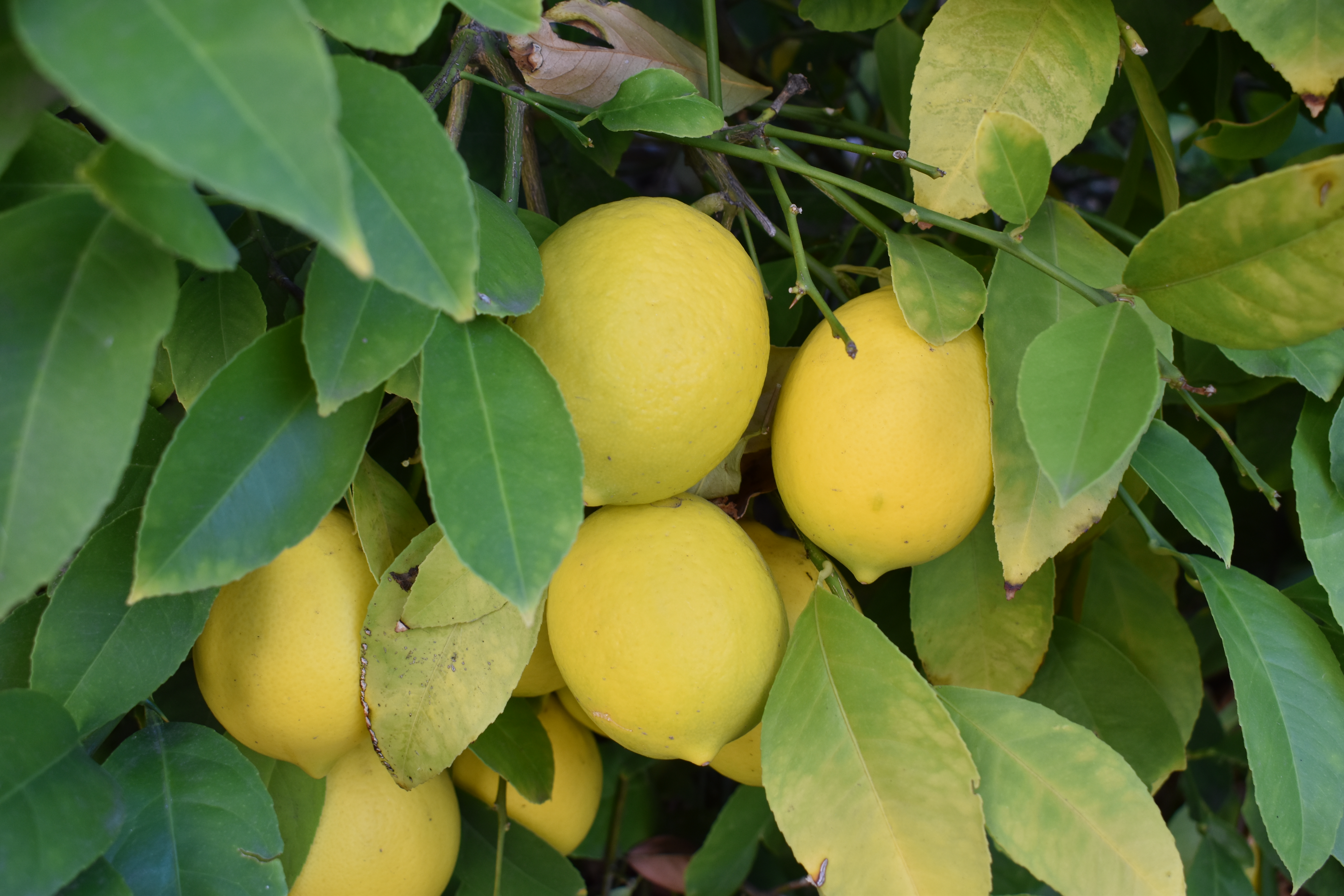
Ein Zweig voller Zitronen

### Zitronengelb, Schwefelgelb

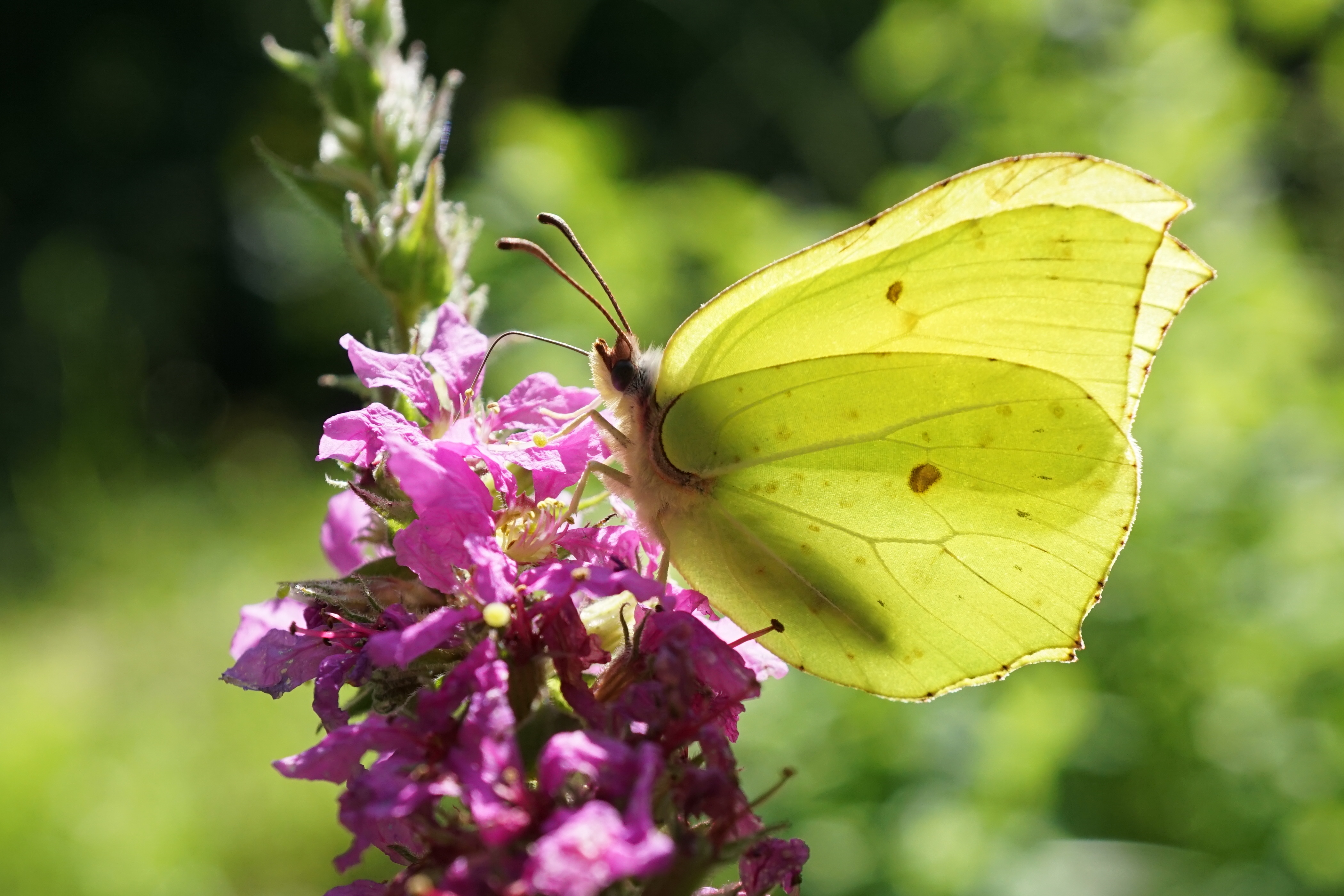
Zitronenfalter

Farbtöne zwischen 575 nm Primärgelb, also einschließlich Prozess- und Eurogelb, und 560 nm Gelbgrün sind nach der Schale der Zitronenfrucht oder dem gelben Schwefel benannt.
Während es für die nahe dem Neutralgelb stehenden Nuancen H = 90° bis = 100° Pigmente gibt, fehlt in der Palette bis etwa H = 135° Phthalocyanin-Gelbgrün eine Lücke, in der kein farbstarkes Pigment existiert. Sehr kühle Gelbtöne müssen durch geeignete Kombinationen von gelben und grünen oder blauen Farbmitteln ermischt werden.
Als reine Farbmittel existieren:
- Kadmiumzitron (grünstichiges Kadmiumgelb), Hansagelb hell (PY3), Praesodymgelb (PY159, in Spinellmischphase) oder Bismutgelb (Vanadiumgelb, PY184)

Typische Farbnamen sind in diesem Nuancenbereich:
- Kanariengelb, Leuchtgelb RAL 1026, Lemon (englisch), Zitronengelb RAL 1012, Zinnobergrün (lasierende Ölfarbe)
- im Englischen steht für kühles Gelb light yellow, nicht mit „hell“, sondern allenfalls mit „Leucht-“ oder „Licht-“ zu übersetzen.

Nach der UNECE Regulation No. 37 waren die Frontscheinwerfer von Kraftfahrzeugen auf Weiß und Gelb beschränkt, in Frankreich waren gelbe Scheinwerfer bis 1993 Vorschrift. Der Vorteil wurde in der besseren Erkennung bei schlechten Sichtverhältnissen gesehen. Genormter Farbton dafür war Selektivgelb.

### Goldgelb

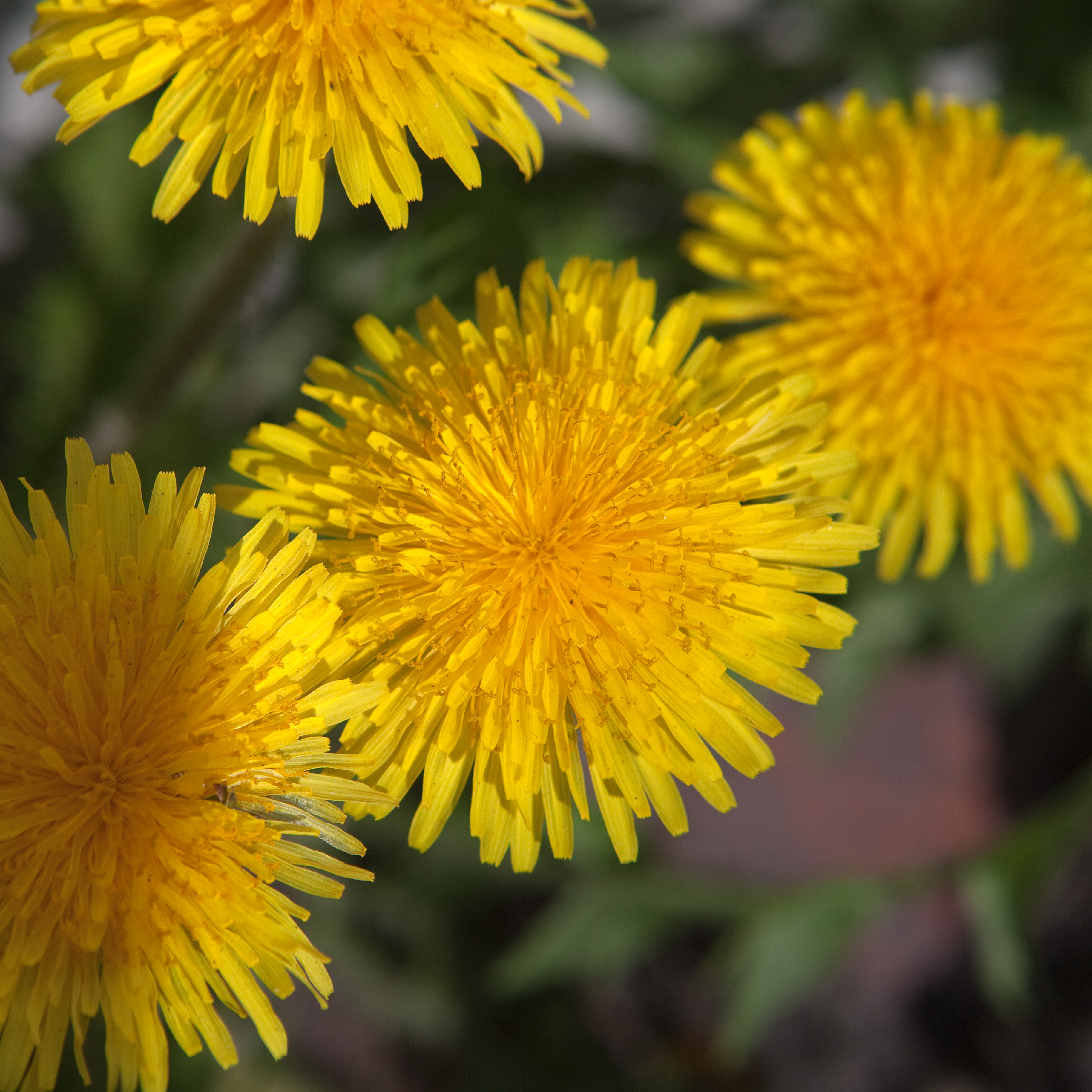
Löwenzahn (taraxacum officinale)

Rotstichige, warme Gelbs heißen Goldgelb oder Goldfarben, farbintensive Töne Königsgelb, auch Sonnenblumengelb, Dottergelb und ähnliche vergleichende Trivialnamen werden benutzt. Wie auch gediegenes Gold(-pigment) je nach Legierungsbestandteil in den Varianten Gelbgold und Rotgold geführt wird, kann man diese Farbtongruppe mit dem Spektralbereich von 575 nm bis etwa 590 nm, bei dem sich der Übergang zu Gelborange vollzieht, ansetzen.
Für die Wiedergabe von Goldgelb steht eine breite Palette an Pigmenten und Farbmitteln zur Verfügung:
- Aureolin (Kobaltgelb, PY40), Barytgelb (Bariumchromat PY31), Nickeltitangelb (PY53)

- Bleizinngelb, Massikot (Blei(II)-oxid), Orpiment (Arsen(III)-sulfid), Neapelgelb, Schüttgelb sind traditionelle aber teils giftige Pigmente mit jahrhundertealter Tradition
- Safran (Crocus sativus, Farbstoff: Crocetin, Kaisergelb Chinas), Gelbwurz (Curcuma longa), Gamboge (Garcinia hanburyi), Wau (Reseda luteola, Farbstoff: Luteolin)
- Indischgelb aus dem Harn des Rindes, wird seit 1921 nicht mehr gehandelt. Es galt lange Zeit als einzigartiges Goldgelb und kann bis heute in seiner Farbtiefe nicht ersetzt werden.
- Das typische Ocker deckt ein weites Feld zwischen farbschönen aber nicht zu bunten gelben und rötlichgelben Nuancen bis zu warmem Braun ab.

Weitere Farbnamen sind:
- Für warmes Gelb: Goldgelb RAL 1004, W3C[8], Narzissengelb RAL 1007, Kadmiumgelb (ehem. RAL 1021), Rapsgelb RAL 1021, Safrangelb RAL 1017, Senfgelb, Signalgelb RAL 1003, Sonnengelb RAL 1037, Verkehrsgelb RAL 1023
- Für orangestichiges Gelb: Dahliengelb RAL 1033, Indischgelb, Ginstergelb RAL 1032, Melonengelb RAL 1028

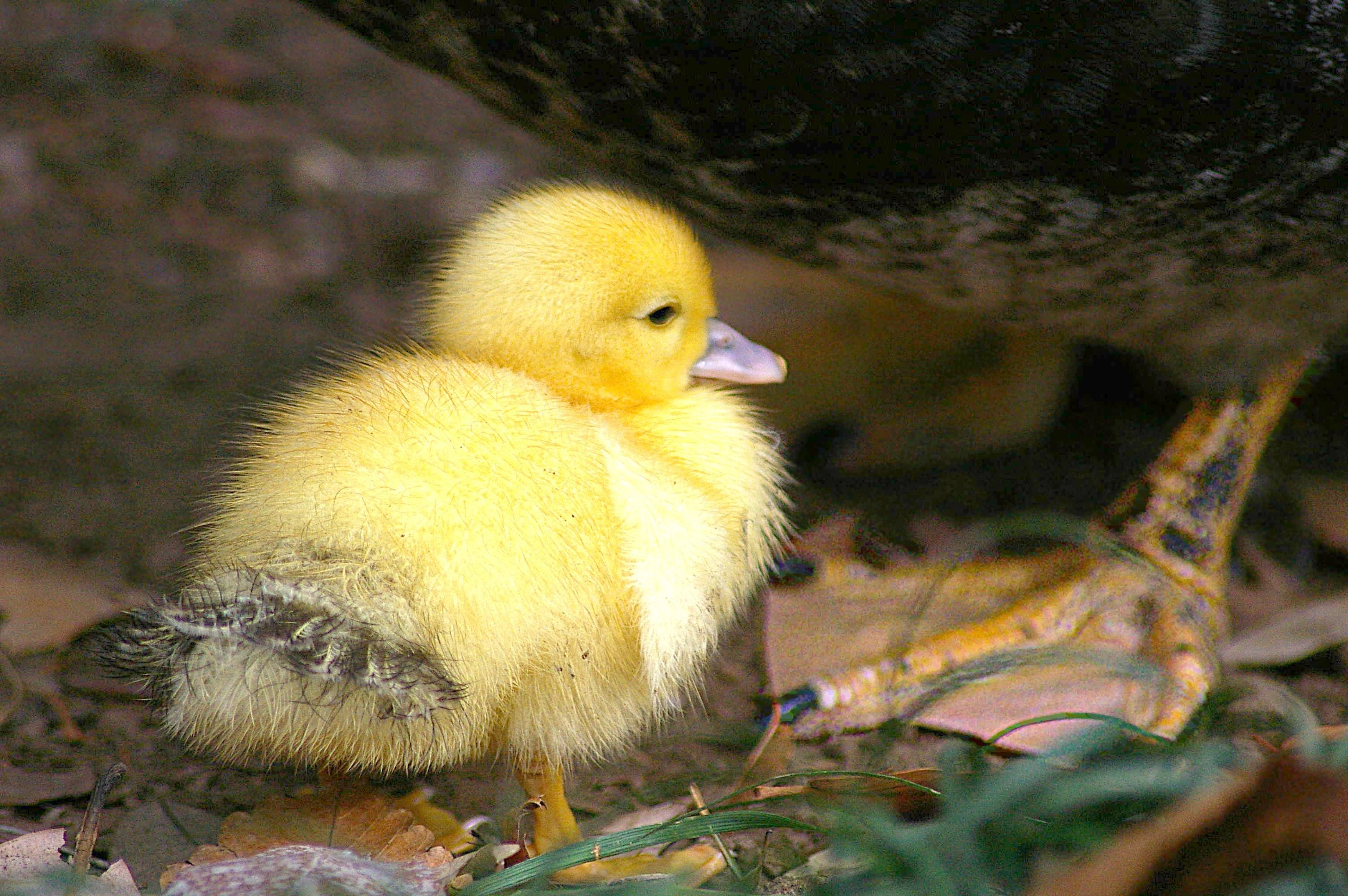
Entenküken (zartgelb)

### Gebrochenes Gelb
- Gelb und Schwarz (also entsättigtes und dunkles Gelb) ergibt Braun in allen möglichen Varianten, Ocker (neutral bis rötlich) und Umbra (grünlich-gelb). Die Ausmischung von Neutralgelbs mit Schwarz ergibt die Oliv-Gruppe.
- Gelb und Weiß (entsättigtes und helles Gelb) ergibt Pastelltöne, etwa Pastellgelb (RAL 1034), oder noch heller diverse Naturfarben (wie Beige, Elfenbein).
- Gelb, Weiß und Schwarz (also graustichige, nur in Sättigung verringerte Gelbs) sind von schwer zu beschreibender Farbe. RAL führt hier Graubeige RAL 1019.

### Besondere Farbnamen für gelbe Farbtöne
- Blond ist ein Name für gelblich-bräunliche Haarfarbe
- Falb ist ein Name für schwach-gelbliche Fellfarben
- Xanthochrom ist die aus dem Griechischen abgeleitete Bezeichnung für gelbfarbig

## Signalfarbe

Zeichen für eine Vorfahrtsstraße

Gelb hat starke Signalwirkung und erweckt Aufmerksamkeit. Die gelbe Raute des Vorfahrtszeichens ist eines der wenigen deutschen Verkehrszeichen mit Gelbanteilen.
Kennzeichnungen nach EN und DIN:
- RAL 1003 Signalgelb: Warnzeichen – DIN 4844, DIN 5381 und Leitungen mit brennbarem, nichtbrennbarem und verflüssigtem Gas – DIN 2403
- RAL 1018 Zinkgelb: Schulterfarbe für Gasflaschen mit giftigem oder korrosivem Inhalt – DIN EN 1089-3
- RAL 1023 Verkehrsgelb

### Gelb-Schwarz
Gelb in Kombination mit Schwarz (im Sinn von Kein-Gelb) ist in der Natur eine Warnfarbe, was wohl auf dem Kontrast zwischen „Hell“ und „Nicht-Hell“ beruht. Für giftige Tiere ist diese Färbung typisch – sie signalisiert potentiellen Fressfeinden: „keine brauchbare Beute“. Beispiele sind Bienen, Hummeln, Wespen oder der Feuersalamander. Schwebfliegen oder Hornissenschwärmer nutzen die Warnfarbe zur Mimikry, ohne selbst giftig zu sein.
Diese Signalwirkung trifft auch für den Menschen zu: In Kombination mit Schwarz wird allgemein die größtmögliche Signalwirkung zweier Farben erreicht, wobei das stark wirkende Gelb besonders geeignet ist. Die „helle Farbe“ des Gelb ist im Kontrast zum „dunklen“ Schwarz. Verwendet wird diese Farbkombination zum Beispiel für Gefahren-Warnzeichen (wie Hochspannung) oder das Blindenzeichen.

### Rot-Gelb-Grün
Als Einzelfarbe hat Rot den höheren Signalwert, Gelb ist eine Vorstufe. Die drei Ampelfarben werden so verwendet: Die mittlere Phase zeigt standardisiert in europäischen Staaten den bevorstehenden Wechsel von grün nach rot an, in manchen Ländern zusätzlich auch umgekehrt.
Im Sport (insbesondere Fußball) ist Gelb die Verwarnung eines Spielers, die noch nicht unmittelbar zum Platzverweis führt: Gelbe Karte.

### Postgelb

Weltkarte mit Farben von Postbriefkästen für Standardsendungen.
Hilf mit, die Farben der Länder, die noch nicht vorhanden sind (hier grau dargestellt), zu ergänzen

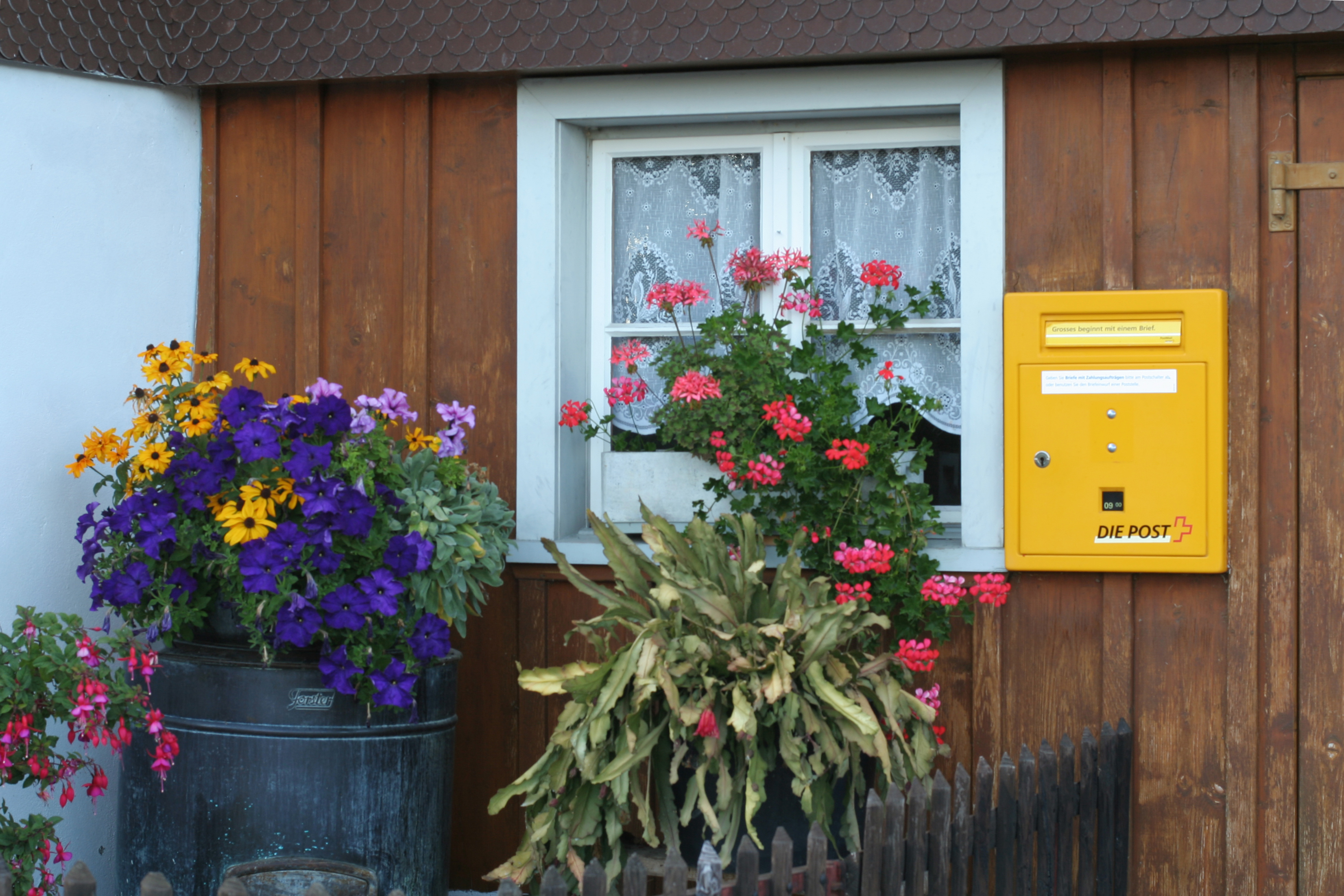
Gelb ist die Farbe vieler Postbetriebe, hier ein Schweizer Briefkasten

Logo der Schweizerischen Post

Das deutsche Reich unter Kaiser Maximilian stand im Zeichen der Reichsfarben Gelb und Schwarz. Die Thurn und Taxis nahmen diese Farben auf, um damit die Uniformen ihrer Posthalter auszustatten: gelbe Jacke mit schwarzen Aufschlägen. Die Post der Thurn und Taxis war so mit den Insignien des Reiches ausgestattet und für jeden als kaiserliche Kurierpost erkenntlich. Im Laufe der Zeit gab es jedoch unterschiedliche Farben für die Post. Je nach Landesfarbe und Auftraggeber für die Post wurden die unterschiedlichsten Uniformen ausgefertigt. In Preußen waren sie dunkelblau mit Orange. Interessant ist, dass die Fuhrwerke der Post – und später die Eisenbahnpostwagen und Kraftfahrzeuge – meist die Farbe Gelb trugen. Der Grund lag in der Signalwirkung dieser Farbe. Der Alliierte Kontrollrat beschloss im Jahr 1946 die Einführung der Farbe Gelb für Deutschland als einheitlich für die gesamte „Institution Post“. In Österreich ist seit 2003 Gelb als Marke für die Zustellung diverser Objekte eingetragen. Auch die Schweizer Post setzt auf Gelb, wie in ihrem Logo. Die Liberalisierung im Marktbereich der Post brachte notwendigerweise andere Farben ins Spiel, um sich vom staatlich überkommenen gelben Postwesen abzugrenzen: Grüne Post, Blaue Post
Postgelb ist:
- Das historische Pigment Chromgelb PY34, das Blei(II)-chromat, RAL 1007 Narzissengelb
- RAL 1004 Goldgelb, Farbe der Schweizerischen Post
- RAL 1021 Rapsgelb, Farbe der Österreichischen Post, auch RAL 1033 Dahliengelb für Postbusse
- RAL 1032 Ginstergelb, Farbe der deutschen Post

### Kennfarben
- Gelbe Seiten (nach Branchen sortierte Telefonverzeichnisse)
- Gelbe Tonne (Sammelbehälter für Kunststoffabfälle)
- Gelbkreuz (Gaskampfstoff im Ersten Weltkrieg, nach der Farbe des Markierungszeichens)

## Symbolische Bedeutung

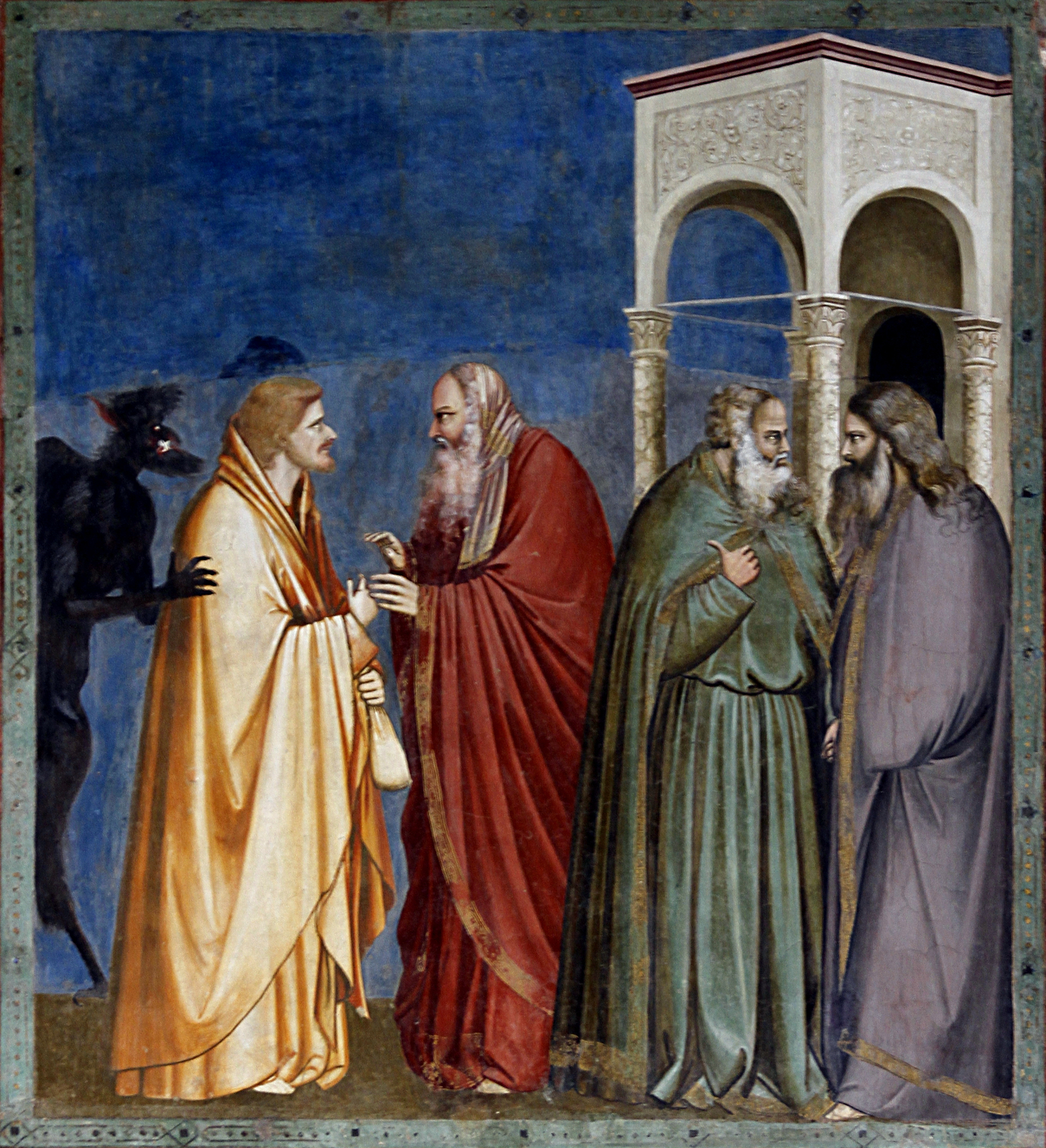
Judas nimmt seinen Verräterlohn entgegen. (Giotto)

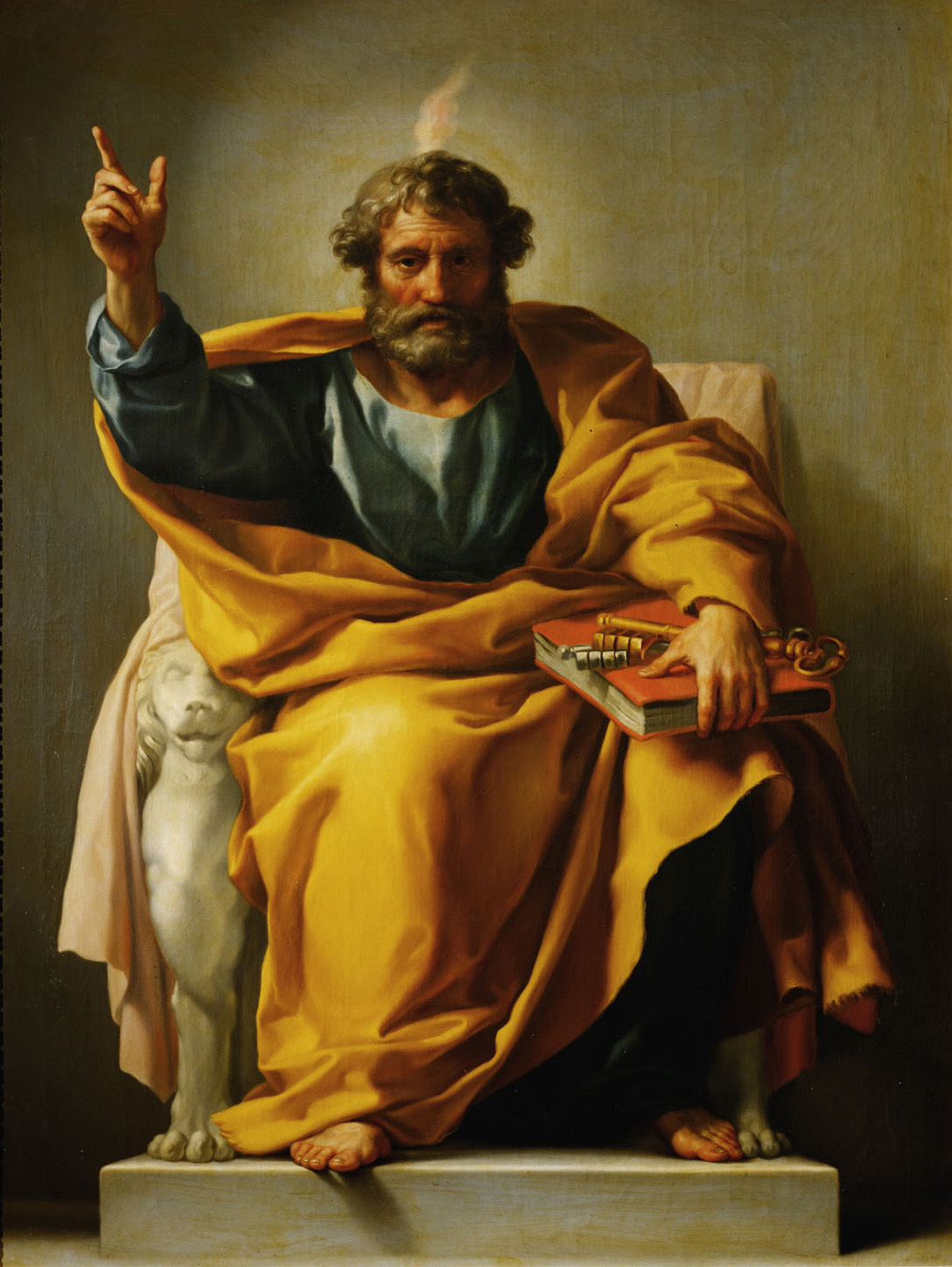
Anton Raphael Mengs: St. Petrus, um 1775

Gelb vertritt häufig die Stelle der Farbe des Metalls Gold. In dieser Form gilt sie für Wappen und Flaggen, vergleiche dazu die Staatsflagge Schwarz-Rot-Gold, die mit je einem Streifen schwarzen, roten und gelben Stoffes wiedergegeben wird.
- Goldgelb symbolisiert im Allgemeinen die Ewigkeit.
- In der traditionellen abendländischen Kultur ist Gelb meistens negativ besetzt, kann aber – in Assoziation zu Gold – auch positive Aspekte haben:
  - Neid: Redensart Gelb ist der Neid, wie auch Grün
  - Gier
- In der christlichen Ikonografie ist die Farbe Gelb ambivalent und kann sowohl eine positive als negative Bedeutung haben:
  - Farbe des Judas Iskariot sowie auch die Farbe von Simon Petrus
  - Farbe für Ketzerei
  - weiß und gelb sind die Farben der Flagge des Vatikans; in der Heraldik steht Gelb für Gold und Weiß für Silber
- Im Mittelalter war in vielen Ländern jüdischen Bürgern ein gelber Ring oder Fleck als diskriminierendes Kennzeichen vorgeschrieben. Diese Symbolik wurde 1938 im Holocaust des 20. Jahrhunderts für den Judenstern wieder aufgegriffen.
- Gelbe Gewerkschaften hießen und heißen in der Arbeiterbewegung Gewerkschaften, die in einzelnen Unternehmen mit Begünstigung der Firmenleitung entstanden, um diese von roten (sozialistischen) Gewerkschaften abzugrenzen.
- Im Angelsächsischen steht Gelbe Presse für Klatschpresse (englisch: yellow press), bezogen auf die Aufmachung dieser Blätter.

Gelbe Schleife

- Die Gelbe Schleife (yellow ribbon) gilt in der Kultur der USA (und in neuerer Zeit auch in anderen Ländern) als Zeichen der Verbundenheit mit den fern von Zuhause kämpfenden Soldaten. Der Brauch geht wohl auf die Puritaner zurück, deren Truppen während des Englischen Bürgerkrieges gelbe Bänder trugen.
- In China (siehe dazu auch Chinesische Symbole):[12][13]
  - symbolisiert die Farbe den Kaiser; nur er durfte Gelb (Gold) als Kleidung tragen
  - und das Land selbst, die Erde; in Assoziation zu den fruchtbaren Lößebenen Zentralchinas, siehe Gelber Fluss, die Mitte.
  - Weiter steht Gelb für Ruhm und Fortschritt.
- In jüngerer Zeit haben sich negative Konnotationen der Farbe Gelb für Dekadenz etabliert:
  - Dekadenz (Yellow Book)
  - Gelbe Musik steht aus Sicht des chinesischen Regimes für obszöne Musik,
  - Gelbe Literatur oder
  - Gelber Film ist ein chinesischer Euphemismus für Pornografie.
- In Thailand ist Gelb die Farbe des Königshauses. Anlässlich des 60. Thronjubiläums von König Bhumibol im Jahr 2006 trugen die meisten Thailänder ein gelbes Kleidungsstück oder ein gelbes Band, um ihre Sympathie mit dem König zu demonstrieren.
- Die Gelbe Kirche, Gelbmützen sind eine Richtung des Lamaismus, nach der Farbe der Hüte der Mönche im Unterschied zu den Rotmützen.
- „Gelb“ war auch eine rassistische Umschreibung der Hautfarbe der früher als „mongolide Rasse“ zusammengefassten Ethnien.
- Gelbe Gefahr: In der Zeit des Kalten Krieges nach dem Koreakrieg war die gelbe Gefahr ein im Westen propagierter Slogan gegen die Bedrohung aus Asien, insbesondere durch die Volksrepublik China.
- Gelber Tiger wird für diese Schwellenländer als Tigerstaat verwendet.

| Farbe | Farbe | Assoziationen und Gefühle | Assoziationen und Gefühle |
| ----- | ----- | --- | ------------------------- |
|       | Gelb  | Zitrone – Frische – Fröhlichkeit – Lebensfreude – Lebenskraft – Liberalismus – Neid – Hass – Eifersucht - als Signalfarbe: eingeschränkt, teilweise, Zwischenzustand, Warnung (siehe Warnfarbe) - in China: Erde, Mitte, Ausgeglichenheit |                           |

Politik
Gelb als politische Farbe wird international meist mit Liberalismus und Libertarismus assoziiert. In Deutschland ist es traditionell die Farbe der Freien Demokratischen Partei (Freie Demokraten, FDP). Gelb ist zudem die offizielle Farbe der Allianz der Liberalen und Demokraten für Europa (ALDE) sowie der liberalen Parteien in Rumänien, Estland und dem Vereinigten Königreich Großbritannien und Nordirland (Liberal Democrats).
Gelb oder Gold, oft zusammen mit Blau oder Purpur, wird üblicherweise benutzt, um Liberalismus zu repräsentieren. Bereits im 19. Jahrhundert war Gelb oder Gold als Farbe des Liberalismus etabliert.

## Sport

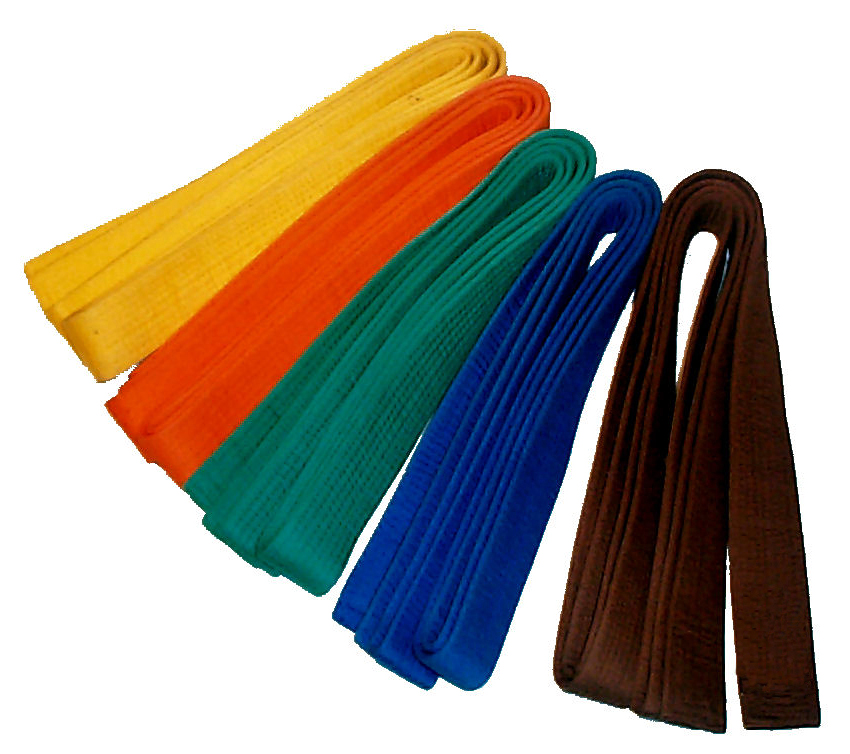
Budō-Gürtel (jap. Obi) in den Farben der fünf Schülergrade (jap. Gokyū)

- Die gelbe Karte wird als Zeichen der Verwarnung im Fußball und anderen Sportarten eingesetzt. Diese Bedeutung existiert seither auch im allgemeinen Sprachgebrauch.
- Der gelbe Gürtel kennzeichnet die Kampfsportkleidung eines unteren Schülergrades (jap. Kyū-Grad) in Kampfsportarten wie Jiu Jitsu, Ju-Jutsu, Judo und Karate.
- Das Gelbe Trikot kennzeichnet bei der Tour de France den Führenden der Gesamtwertung. Auch im Gesamtweltcups beim Biathlon erhält der Führende ein Gelbes Trikot.

## Heraldik
In der Heraldik (Wappenkunde) kann beim Wappenmalen die heraldische Tinktur Gold, das als Metall bezeichnet wird, durch Gelb ersetzt werden. Siehe Gold (Farbe).

## Siehe auch

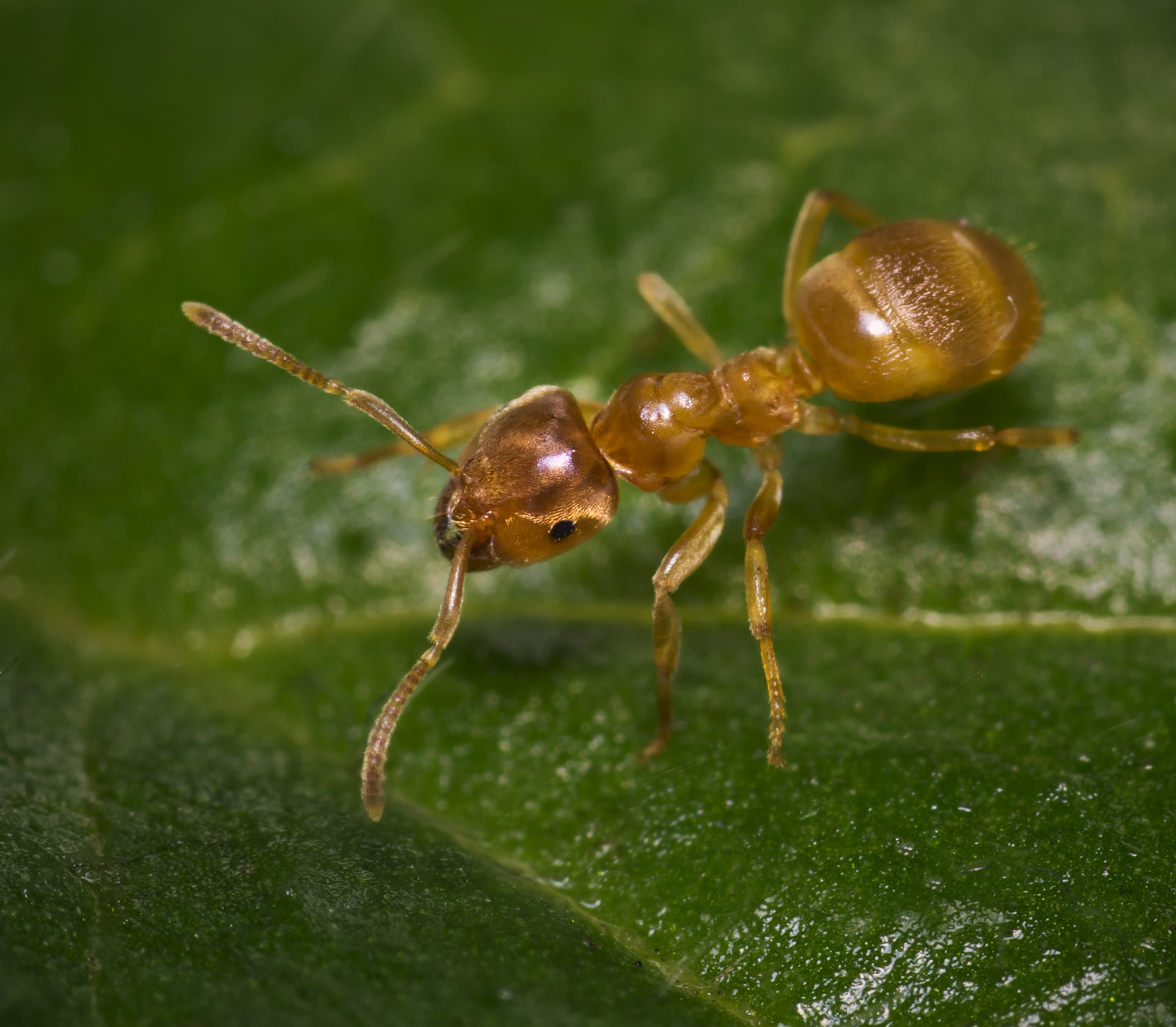
Gelbe Wiesenameise
(Lasius flavus)

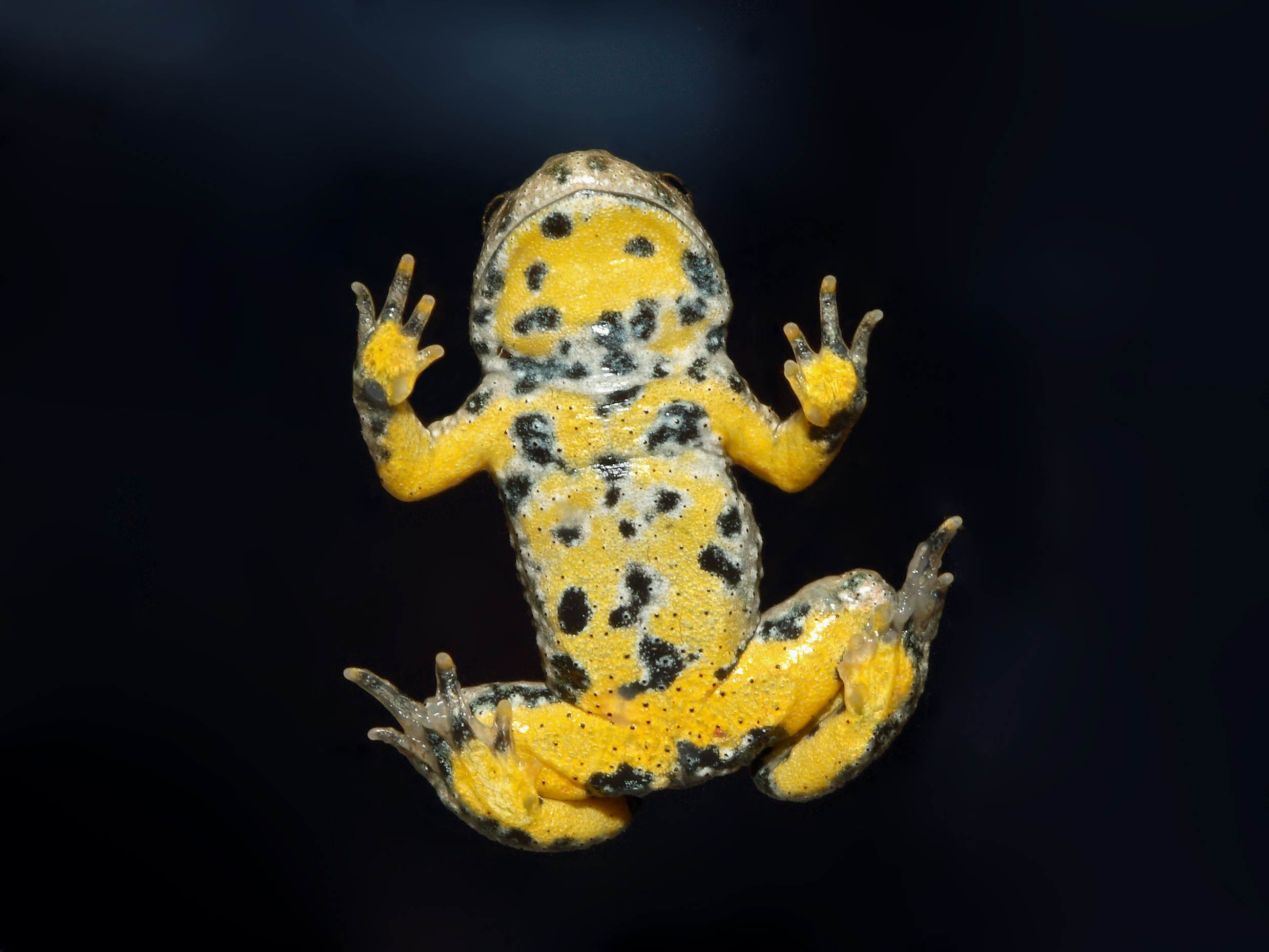
Gelbbauchunke
(Bombina variegata)

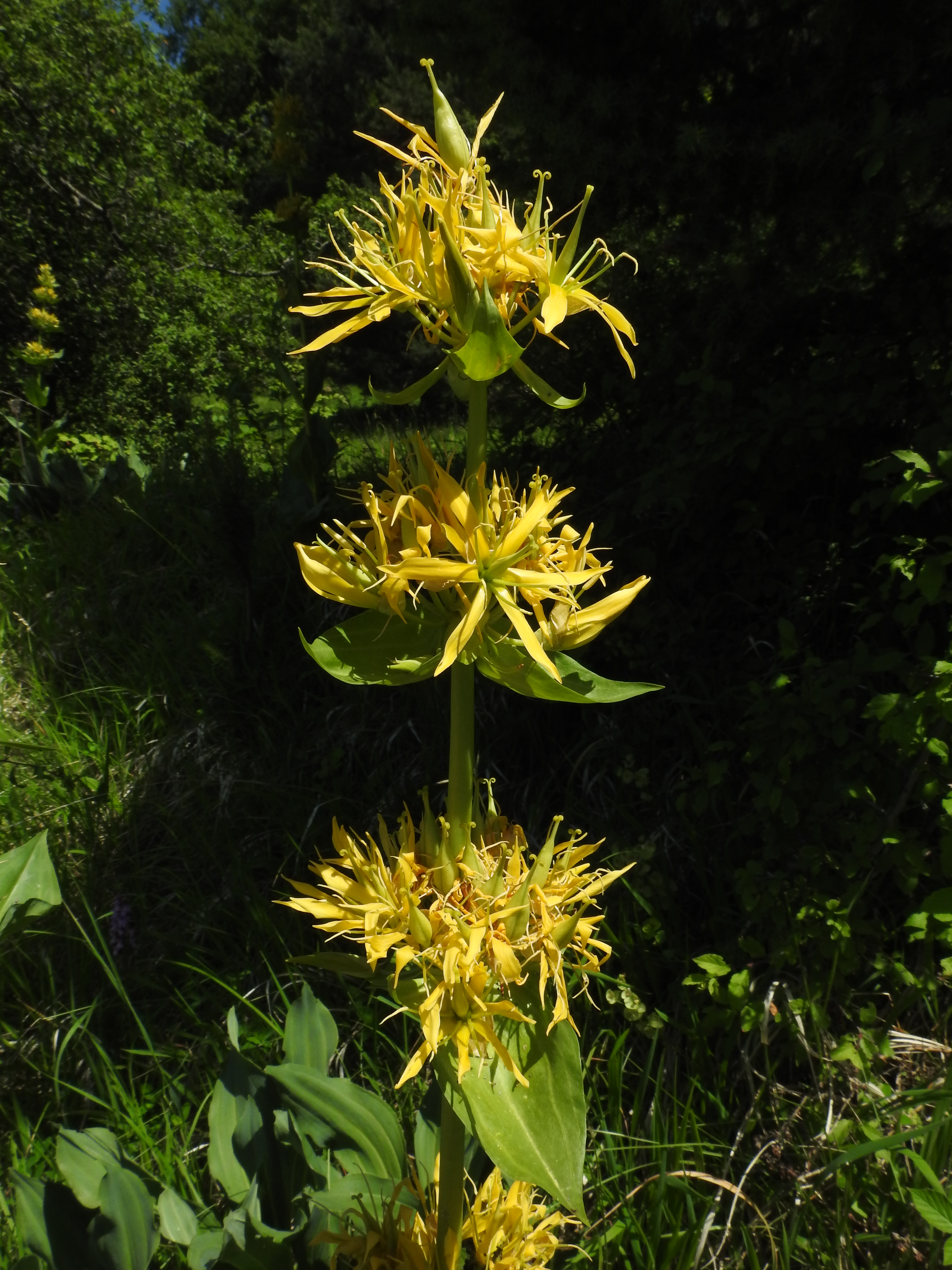
Gelber Enzian
(Gentiana lutea)

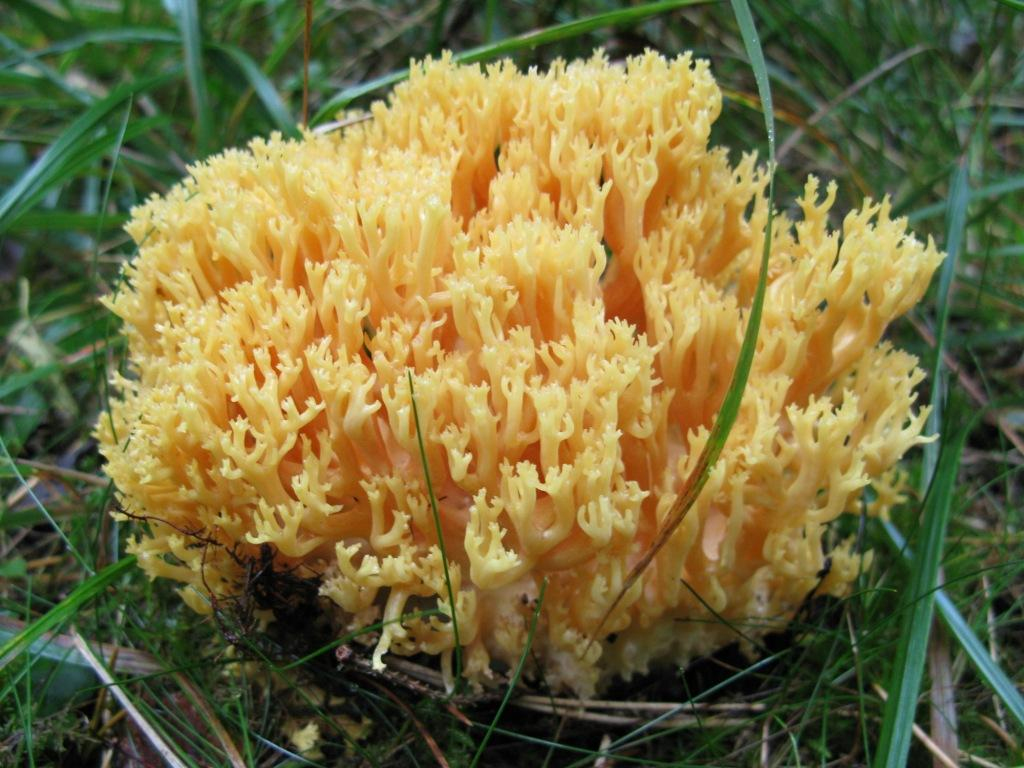
Gelbliche Koralle
(Ramaria flavescens)